# Liste des chefs d'État de l'Irak
La liste des chefs d'État de l'Irak comprend les personnes ayant occupé la fonction de roi ou de président de l'Irak depuis 1921. Le pays devient indépendant le 3 octobre 1932.

## République d'Irak
| N°                                                  | Portrait | Nom (Dates de naissance et de décès)                                                | Élection       | Durée du mandat | Durée du mandat                                                    | Parti                  |
| --------------------------------------------------- | -------- | ----------------------------------------------------------------------------------- | -------------- | --------------- | ------------------------------------------------------------------ | ---------------------- |
| • République d'Irak (1958-1968) •                   |          |                                                                                     |                |                 |                                                                    |                        |
| 1                                                   |          | Muhammad Najib el-Roubai محمد نجيب الرباعي (1904–1965)                              | Coup d’État    | 14 juillet 1958 | 8 février 1963 (Coup d'État)                                       | Militaire              |
| 2                                                   |          | Abdel Salam Aref عبد السلام عارف (1921–1966)                                        | Coup d’État    | 8 février 1963  | 13 avril 1966                                                      | Militaire / USA        |
| -                                                   |          | Abd al-Rahman al-Bazzaz عبد الرحمن البزاز (1913–1973)                               | Intérim        | 13 avril 1966   | 16 avril 1966                                                      | USA                    |
| 3                                                   |          | Abdel Rahman Aref (frère d’Abdel Salam Aref) عبد الرحمن عارف (1916–2007)            | Coup d’État    | 16 avril 1966   | 17 juillet 1968 (destitué)                                         | Militaire / USA        |
| • République d'Irak (1968-2003) •                   |          |                                                                                     |                |                 |                                                                    |                        |
| 4                                                   |          | Ahmed Hassan al-Bakr أحمد حسن البكر (1914–1982)                                     | Coup d’État    | 17 juillet 1968 | 16 juillet 1979                                                    | Militaire / Parti Baas |
| 5                                                   |          | Saddam Hussein صدام حسين (1937–2006)                                                | 1995 2002      | 16 juillet 1979 | 9 avril 2003 (renversé par les forces américaines et britanniques) | Militaire / Parti Baas |
| • Autorité provisoire de la coalition (2003–2004) • |          |                                                                                     |                |                 |                                                                    |                        |
| -                                                   |          | Jay Garner administrateur militaire (né en 1938)                                    | -              | 21 avril 2003   | 12 mai 2003                                                        | –                      |
| -                                                   |          | Paul Bremer administrateur civil (né en 1941)                                       | -              | 12 mai 2003     | 28 juin 2004                                                       | –                      |
| • République d'Irak (2004 – ) •                     |          |                                                                                     |                |                 |                                                                    |                        |
| -                                                   |          | Ghazi Machal Ajil al-Yawer غازي مشعل عجيل الياور Président par intérim (né en 1958) | Intérim        | 28 juin 2004    | 7 avril 2005                                                       | LI                     |
| 6                                                   |          | Jalal Talabani جلال طلباني (1933–2017)                                              | 2005 2006 2010 | 7 avril 2005    | 24 juillet 2014                                                    | UPK                    |
| 7                                                   |          | Fouad Massoum محمد فؤاد معصوم (né en 1938)                                          | 2014           | 24 juillet 2014 | 2 octobre 2018                                                     | UPK                    |
| 8                                                   |          | Barham Salih برهم أحمد صالح (né en 1960)                                            | 2018           | 2 octobre 2018  | 17 octobre 2022                                                    | UPK                    |
| 9                                                   |          | Abdel Latif Rachid عبد اللطيف جمال رشيد (né en 1944)                                | 2022           | 17 octobre 2022 | en fonction                                                        | UPK                    |